# ОШ „Олга Милутиновић” Годачица
ОШ „Олга Милутиновић” је државна установа основног образовања, са седиштем у Годачици, на територији града Краљева, основана у периоду од 1875. до 1880. године.
Школа је почела са радом у згради која је била брвнара. Садашња стара зграда, поред цркве зидана је 1924. и 1925. године и била је у употреби све до 1958. године када је изграђена нова зграда. Од 1952. године школа ради као осмогодишња, односно те године су први пут уписани ученици у пети разред.
Први директор осмогодишње школе био је Раде Матовић из Самаила који је био на челу школе 16 година. На челу школе су једно време били Сретен Богојевић, рођени Годачичанин и Перка Јовичић, а најдужи стаж у руководству школом имао је Драгомир Павловић-Гале, који је пуне 23 године био на челу овог колектива. Неколико година директор је била Гордана Миљковић, а вршилац дужности директора школе Марица Коматовић. Садашњи директор школе је Снежана Јовановић.
Основна школа „Олга Милутиновић” у Годачици је матична школа са издвојеним одељењима у Раваници и Лешеву.